# 近永駅
近永駅（ちかながえき）は、愛媛県北宇和郡鬼北町近永にある、四国旅客鉄道（JR四国）予土線の駅である。駅番号はG40。

## 歴史
- 1914年（大正3年）10月18日：宇和島鉄道の終着駅として開業[2]。
- 1923年（大正12年）12月12日：吉野（現・吉野生駅）まで開業[3]、途中駅となる。
- 1933年（昭和8年）8月1日：宇和島鉄道が国有化[4]。
- 1936年（昭和11年）3月1日：省営自動車南予線（近永-出目-魚成橋間）運輸営業開始[5]。その後、1938年（昭和13年）12月1日に伊予大洲まで延伸[6]。
- 1971年（昭和46年）11月8日：貨物取扱廃止[1]。
- 1983年（昭和58年）4月1日：業務委託駅となる[7]。
- 1985年（昭和60年）2月1日：荷物扱い廃止[1]。停留所化し[8]、無人駅となる[9]。
- 1987年（昭和62年）4月1日：国鉄分割民営化により、JR四国の駅となる[1]。

## 駅構造
島式ホーム1面2線を有する地上駅。木造駅舎を有する。駅舎内部の出札口で鬼北町が雇用した販売員が切符を手売りする簡易委託駅で、定期券も販売している。
2019年から鬼北町により近永地区住民や北宇和高校生も参加する「近永駅周辺賑わい創出プロジェクト」が展開されており、駅舎の町有化と建替が議論されている。

### のりば
| のりば | 路線    | 方向 | 行先             | 備考          |
| ------ | ------- | ---- | ---------------- | ------------- |
| 1      | ■予土線 | 上り | 江川崎・窪川方面 |               |
| 2      | ■予土線 | 下り | 宇和島方面       | 一部1番のりば |

付記事項
- 駅舎側のホームが1番のりばである。宇和島駅 - 当駅間の区間列車は、一部を除いて直接下りホーム（2番のりば）で折り返す。また、宇和島発21時台の最終は当駅止まりで、旅客扱い終了後はそのまま宇和島運転区に回送する。
- 2018年3月16日までは、宇和島発22時台に当駅止まりの最終列車があった。

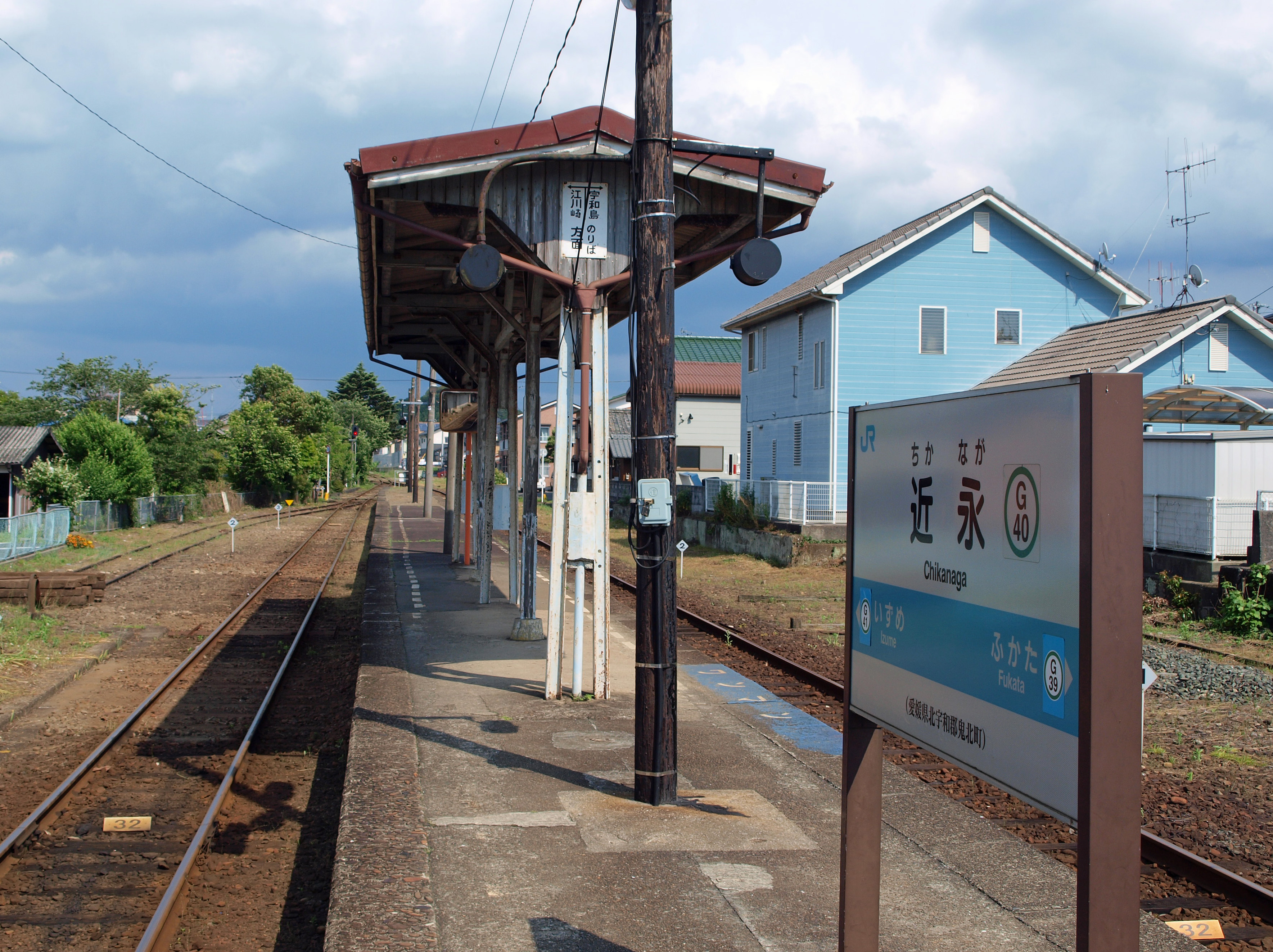
ホーム（2010年5月、江川崎方面を望む）

## 利用状況
1日の平均乗降人員は以下の通りである。
| 1日乗降人員推移 | 1日乗降人員推移 |
| 年度            | 1日平均人数     |
| --------------- | --------------- |
| 2011年          | 266             |
| 2012年          | 310             |
| 2013年          | 376             |
| 2014年          | 388             |
| 2015年          | 412             |
| 2016年          | 368             |
| 2017年          | 400             |
| 2018年          | 334             |

## 駅周辺
鬼北町（旧広見町）の中心部にあたる。
- 愛媛県立北宇和高等学校
- 広見郵便局
- 国道441号
- 愛媛県道281号近永停車場線
- 愛媛県道316号奈良近永線
- 三間川

## 隣の駅
四国旅客鉄道（JR四国）
■予土線
- 臨時観光列車「しまんトロッコ」停車駅

出目駅 (G39) - 近永駅 (G40) - 深田駅 (G41)